# متنزه واترسون بوينت الحكومي
متنزه واترسون بوينت الحكومي تبلغ مساحته 6 فدان (25,000 م2) يقع المتنزه الحكومي على جزيرة وليسي في نهر سانت لورانس في بلدة أورلينس في مقاطعة جيفرسون بنيو يورك  يقع بالقرب من متنزه ويلسلي آيلاند الحكومي.
تم إنشاء المتنزه في عام 1898 كجزء من محمية سانت لورانس.

## وصف
متنزه واترسون بوينت الحكومية هو متنزه قوارب صغيرة في جزر الألفية. يوفر رصيفًا لـ 30 قاربًا وصيد الأسماك وطاولات النزهة. لا يمكن الوصول إلى المتنزه إلا بالقارب. يمكن للسائح زيارة متنزه واترسون بوينت الحكومي يوميًا من الساعة 8:00 صباحًا إلى 11:00 مساءً.

## روابط خارجية
- متنزهات ولاية نيويورك: حديقة واترسون بوينت الحكومية